# 宋硕、陆平、彭珮云在文化革命中究竟干些什么？
《宋硕、陆平、彭珮云在文化革命中究竟干些什么？》是文化大革命中1966年5月25日聂元梓等7人贴出的一张大字报，引发了之后的一系列的事件。

## 概述
1966年5月25日，北京大学哲学系党总支书记聂元梓等7人贴出一张大字报，题为《宋硕、陆平、彭珮云在文化革命中究竟干些什么》，矛头直指中共北大党委和中共北京市委。大字报一贴出，便引起全校师生的混乱和激烈争论，并引起社会上的震动。6月2日，《人民日报》全文刊载聂元梓等人的大字报，同时发表了《欢呼北大的一张大字报》的评论员文章，称聂元梓等人的大字报“揭穿了‘三家村’黑帮分子的一个大阴谋”，北大是“反党反社会主义的顽固堡垒”。接着，《人民日报》又发表《评“三家村”》和《横扫一切牛鬼蛇神》等文章，“文化大革命”因此在北京大学率先爆发。
该事件直接后果是导致中共北京大学党委的垮台，进而导致了中共北京市委的崩盘。聂元梓也因此成为新北大领导机构的主要成员，后被认为是北京红卫兵造反派五大领袖之一。